# JLG/JLG, autoportrait de décembre
Pour les articles homonymes, voir JLG.
Pour plus de détails, voir Fiche technique et Distribution.
JLG/JLG, autoportrait de décembre est un film français réalisé et produit par Jean-Luc Godard et sorti en 1995.

## Synopsis
Le réalisateur s'interroge sur sa place dans l'histoire du cinéma, et sur l'interaction entre l'industrie du cinéma et l'art cinématographique. Certains de ses propres films réalisés sont mentionnés, le thème des films non réalisés est également évoqué, mais ces parties initialement prévues ne sont pas devenues des éléments essentiels du film. Elles ont été remplacées par de nombreuses citations tirées de la littérature historique (artistique) et philosophique, parfois accompagnées d'une indication de la source, parfois présentées sans indication de la source. Dans le film, les éléments suivants peuvent être identifiés :
- de nombreux clichés des rives du lac Léman et des paysages de sa partie suisse, dans le canton de Vaud ;
- quelques photos de l'intérieur de la maison de Godard à Rolle, ainsi que des peintures, des dessins et des gravures sur les murs ;
- Godard, citant des livres ou exposant ses propres pensées ;
- des références à des films, parfois montrées sur de petits écrans, parfois documentées uniquement par le son ;
- de courtes séquences fictives : des contrôleurs d'un « Centre du cinéma » inspectent les étagères de livres et de cassettes vidéo de Godard ; une jeune assistante de montage aveugle pose sa candidature chez Godard (et fait très bien son travail) ;
- Godard dans des situations quotidiennes - comme lors d'une partie de tennis déjà prévue dans le projet ;
- la musique du film est composée de courts extraits de musique classique et de musique nouvelle. Les compositeurs des morceaux de musique utilisés sont Arvo Pärt, Ludwig van Beethoven, Werner Pirchner, Paul Hindemith, Dino Saluzzi et David Darling ;
- outre la parole, les bruits d'ambiance et la musique, Godard utilise dans JLG/JLG trois éléments sonores qui reviennent souvent et qui ont également été utilisés dans les Histoire(s) du cinéma et d'autres films de la même période : la sonnerie d'un téléphone (c'est ainsi que commence le film, avant même les premières images), le cri des corbeaux ainsi qu'un « cluster au piano [sons graves] avec une très longue réverbération » comme le dit Jürg Stenzl.

Godard se met alternativement en scène dans deux typologies : tantôt il est le bibliophile concentré, crayon à la main, citant d'abord Ludwig Wittgenstein, puis Denis Diderot, tantôt il apparaît comme le vieillard un peu perdu avec son bonnet de laine à pompon et son inévitable cigare.

## Fiche technique
- Titre original : JLG/JLG, autoportrait de décembre
- Réalisation : Jean-Luc Godard
- Scénario : Jean-Luc Godard
- Production : Gaumont
- Lieu de tournage : Genève
- Photographie : Christian Jacquenod, Yves Pouliquen
- Montage : Catherine Cormon, Jean-Luc Godard
- Durée : 62 minutes
- Date de sortie : 
  - France : 8 mars 1995

## Distribution
- Jean-Luc Godard
- Geneviève Pasquier
- Denis Jadót
- Brigitte Bastien
- Elisabeth Kaza
- André S. Labarthe
- Louis Seguin
- Bernard Eisenschitz
- Nathalie Aguillar

## Production
Godard a noté des idées et des ébauches pour son Autoportrait de décembre depuis le début des années 1990, à une époque où il travaillait parallèlement et en priorité sur son projet au long cours Histoire(s) du cinéma. Dans un texte de 1993 intitulé Scénario 2, il écrit :

« Le film se construit, est composé par le mélange entrepacé, entrelardés les uns aux autres, de quatre éléments […] : A : les paysages traversés / B : les films faits / C  les films non faits / D : JLG en action quotidienne. […] A : […] Il s’agira de paysages d’enfance et d’autrefois, sans personne dedans. Et aussi de paysages plus récents, où ont lieu des prises de vue. […] D : […] Et toutes ces soixante-deux et trois années pourraient se terminer à la revoyure par une vision de l’idiot et/ou du prince entrevu dans Soigne ta droite, en train de se faire passer au filet de tennis par un splendide revers de retour de service de l’adversaire amical, regardant passer l’éclair blanc, incapable de bouger, et entendant dans un sourire les paroles de Faulkner : «Le passé n’est jamais mort, il n’est même pas passé.» »

— Jean-Luc Godard
.
Le film a finalement été produit pour le compte de Gaumont à l'occasion des festivités organisées au Musée d'art moderne de New York pour le centenaire de la société de production.

## Accueil critique
Pour Télérama, JLG/JLG « n'est pas une autobiographie, mais un autoportrait », et « JLG JLG n'en est pas moins, d'abord et surtout, une œuvre d'art. Mieux : un hymne à l'art ».